# Rummission
En rummission (eller rumrejse) er en rejse, som helt eller delvist foregår i verdensrummet. Der skelnes mellem bemandede og ubemandede rummissioner. Den første rummission fandt sted i 1957 og var egentlig blot en demonstration af at det kunne lade sig gøre. Navnet på den første mission var Sputnik, og den blev opsendt af USSR. Senere hen har rummissionerne udviklet sig til at være langt mere kompliceret og omfattende. 
De store rumfartsprogrammer omfatter flere missioner, hver mission har et navn og en målsætning. Apollo-programmet havde 20 planlagte missioner, månelandingen var målsætningen på missionen med missionsnavnet Apollo 11. Man kan også sige at hvert rumfartsprogram har en målsætning og hver mission har et delmål, Apollo 8 havde som delmål var at flyve rundt om Månen.       
Eksempler på rummissioner:
- Cassini-Huygens ubemandet rumfartsprogram.
- Voyager 1 og Voyager 2 ubemandede rummissioner.
- Mars Exploration Rovers ubemandede rummissioner.
- Bemandet rummission STS-1 den første rumfærge-mission i rumfærge-programmet.

De store rumagenturer som det amerikanske NASA og det europæiske ESA arbejder i øjeblikket også på meget omfattende missioner, der bl.a. indebærer søgen efter planeter, der minder om Jorden, samt kortlægning af Mælkevejen, vores galakse.